# SFソードキル
『SFソードキル』（Ghost Warrior）は1984年のアメリカ合衆国の映画。藤岡弘が本作でハリウッド映画に初主演したことで話題となった。エンパイア・ピクチャーズ製作。上映時間86分。日本での公開は1986年12月20日。
1985年のパリ国際ファンタスティック&SF映画祭で批評家賞を受賞した。アメリカでは映画『レッド・サン』で三船敏郎がよく知られており、真壁という一族の名前も黒沢作品『隠し砦の三悪人』に登場する真壁六郎太から引用した様に窺える。
主演の藤岡弘（現: 藤岡弘、）は、この作品に出演するために日本人で初めて全米映画俳優組合に加入している。また、藤岡が改名する（読点「、」を付ける）きっかけになったと本人が語る、回帰点になった作品でもある。

## あらすじ
1522年、日本の山中で真壁一族の武士・多賀義光は、卑劣な敵の手により重傷を負い崖から川の激流に落ちた。400年後、スキーヤーによって洞窟内で発見されたヨシミツの氷漬けの遺体はアメリカに送られ、「カリフォルニア低温外科医療法研究所」の蘇生実験によって現代のロサンゼルスに蘇る。
時代も国も違う生活で唯一心を通わせることができたのは、女性ジャーナリストだけだった。
ある夜、ヨシミツは刀を盗もうとした職員を斬り研究所から脱出する。異なる時代の異国の街で悪を斬ってゆくヨシミツ。だが、殺人犯として追跡する警察と彼の存在を闇に葬ろうとする博士に追い詰められてゆく。

## キャスト
- タガ・ヨシミツ：藤岡弘
- クリス・ウェルズ(女性記者)：ジャネット・ジュリアン
- ウィリー・ウォルシュ：チャールズ・ランプキン
- アラン・リチャーズ医師：ジョン・カルヴィン
- タカギ教授：ロバート・キノ
- チドリ：ミエコ・コバヤシ
- カール・アンダースン医師：ビル・モウリー
- バーガー探偵：フランク・シュラー
- ピート・デンザ医師：アンディ・ウッド

## スタッフ
- 監督 : J・ラリー・キャロル
- 時代考証 : 林邦史朗
- 刀剣 : 小林康広
- 武具 : 高津商会

## トリビア
- 本作を製作したエンパイアピクチャーズは、低予算で面白いものを作るのがコンセプトの会社であり、作品も若者向けの荒唐無稽な作品が多かった。本作は「本当の侍とはどういうものだろう」という発想から作られた。
- 冒頭で流れる日本のシーンはアメリカのマンモスマウンテンで富士山を想定して撮影された。雪の中で馬を裁くのは至難の業だったとのこと。また、冒頭に登場する女優はミエコ・コバヤシというアメリカで活動する日本人女優である。
- 最初の戦いでは真剣が用いられた[1]。なお、相手の男性は抜刀7段、8段のプロだとのこと。
- タガ・ヨシミツを発見する登山家には日系人を起用した。背景は本栖湖を想定して撮影された。
- 藤岡が起用された経緯は、藤岡が出演したテレビ映画『二人武蔵』を観たチャールズ・バンドの計らいで起用されたとのこと。製作陣のラリーキャロルは藤岡を面白いと評し、本作のオファーに繋がった。
- 藤岡弘は10月1日に日本を出発し、7日からクランクインし、帰国したのは撮影終了後の11月3日だった。藤岡は単身、ハリウッドに飛び、リムジンで出迎えられ、花束やシャンパンなどで迎えられ、ホテルのスイートルームやトレーニングルームが用意されるなどの手際のよさが藤岡にとってはカルチャーショックだったのこと。また、オフの日は危険だという理由でボディガードと遊び用の車が用意され、通訳を同伴することを要請されたのこと。
- 本作に関わったスタッフはアジアの物は全て日本の物だという認識が強く、用意された物には中国やインド、韓国、タイの物が混じっていたが極力日本の物をということを念頭に選別していったとのこと。
- 藤岡弘は当初、スタッフに日本人の家から拝借した竹を切ってみせるなど真剣の使い方を教えた、これによりスタッフの真剣に対する見方に変化が現れたとのこと。また、怖いということで撮影中は真剣は金庫で保管され、持ち主である藤岡でさえも自由に使わせてはもらえなかったとのこと。
- 日本ではフィルムの使用量を抑えるためカメラを止めているが、アメリカでは回しっぱなしだったとのこと。また、カメラは稀に2台3台と使われたこともあった。
- タガ・ヨシミツの身のこなしなどは藤岡独自の物であったが、スタッフは強い感銘を受けた。
- 食事のシーンでは侍は相手が毒味をしてから食べるという風習をスタッフに話したところ、受け入れられた。
- タガ・ヨシミツが刀を盗もうとした職員を切るシーンは監督の判断でカットされた。 また、タガ・ヨシミツが現地の土を掴み、自分の居場所を確認するシーンもカットされた。
- タガ・ヨシミツが病院を抜け出すシーンは夜間撮影された。また、民家の車に興味を示すシーンは藤岡の案が採用され、刀でタイヤを切るシーンもスタッフの了承のもとに撮影された。
- 乗馬シーンも藤岡が実際に演じている[1]。夜の撮影に使われた馬は昼は倉庫に保管され、夜になると倉庫から出された。
- 今作の出演により藤岡はオーストラリアの名誉市民になった。現地での本作の評判はかなりのものだったとのこと。
- 藤岡は、本作において当時の日本に対する認識や撮影現場の状況から見ても自分の主張の多くを受け入れ、認めて敬意を払ってもらえたことは奇跡だったとのこと。また、本作の面白さは登場人物たちが異文化に対して興味をもつことにあるという認識を持っている。
- 今作の出演によってアメリカでの活動、異文化同士の交流に自信をもった藤岡はその後も『香港・東京特捜刑事』や『SHOGUN COP』などにも出演した。
- 藤岡は、自身の主演作『仮面ライダー』でアクションを担当した大野剣友会を本作品に参加させることを要望したが、俳優組合の関係で実現には至らなかった[2]。